# Rinascerò
Rinascerò è un singolo dei Ridillo estratto dall'album Folk'n'funk.
Una prima versione del brano (quella poi inclusa nell'album) era stata distribuita già a fine 1999 su CD singolo promozionale per le radio. In marzo esce commercialmente un singolo 12" con 3 nuovi remix lounge del brano.

## Tracce
12" (Best Sound/Ricordi BS 037)
1. Rinascero' (mr. rossi lounge remix) - 3:23
2. Rinascero' (eccomi remix) - 3:42
3. Rinascero' (mr. rossi lounge instrumental) - 3:23

(EN) Rinascerò, su Discogs, Zink Media.